# 中华民族武装自卫委员会
中华民族武装自卫委员会或称中国民族武装自卫委员会(简称“武卫会”)是在二十世纪三十年代由宋庆龄任主席的抗日民族統一戰線性质的群众性革命组织。

## 历史
1934年4月20日，经宋庆龄、何香凝等联合发起，上海反帝大同盟、中华全国总工会、上海工会联合会等组织为基础，在上海成立中国民族武装自卫委员会筹备会。主席宋庆龄，委员何香凝、马相伯、李杜、胡汉民等。1934年5月初，《中国人民的对日作战基本纲领》经宋庆龄、何香凝、李杜等1779人领衔签名，以中国民族武装自卫委员会筹备会名义公开发表，其主要纲目有： 
（1）全体陆海空军总动员对日作战；
（2）全体人民总动员；
（3）全体人民总武装；
（4）没收日本帝国主义在华财产及卖国贼财产以解决抗日经费；
（5）成立工农兵学商代表选举出来的全中国民族武装自卫委员会；
（6）联合日本帝国主义的一切敌人作为友军，与一切善意保持中立的国家建立友谊关系。
随后发起签名运动，在纲领上签字的群众达数十万人。
1934年5月初中华民族武装自卫委员会在上海成立：
- 主席宋庆龄
- 组织部长李定南(化名“老何”，上海水上区委宣传部长、武卫会中共党团(联合)书记)[4]
- 宣传部长林里夫(化名“老白”，武卫会党团书记)/刘俊，副部长顾准。1934年8月15日创办总会机关刊物《武装自卫》。从1935年2月起秘密油印《政治周报》
- 军事部长李国章(化名“老李”，党团成员)
- 总务部长陈璧如(女，党团成员)
- 经济部长章乃器
- 民众武装部部长黄申芗（曾任国民党县长，上海青帮小首领，后自动离职），副部长：柴世荣（东北义勇军代表）、王其明(闫庆铭)
- 上海分会：1934年8月成立。主席李建模[5]/刘俊。党团成员楊立钧。沪东区分会主席徐宛珍、沪西区分会主席小李。沪中区分会主席王纪华、闸北区分会主席孙希成、南市区分会主席陈刚、启(东)海(门)分会(1934年10月派遣刘俊创办)。
- 常熟分会：薛惠民、张可群、陈刚、李凌、陈刚、李映华、顾鉴修、宗小薇、茆春华等。1934年秋，武卫会党团派总会组织部长李定南到常熟，在分会中发展了一批党员，同时成立党支部。[6]抗战爆发后建立“苏、常、太”抗日游击根据地。
- 海员分会
- 上海各大专院校分会：主席胡实声。持志大学分会、交通大学分会、光华大学分会、大夏大学分会、复旦大学分会、大同大学分会、暨南大学分会、税务专门学校分会、美术专门学校分会、蒙藏学院分会。以“上海市大专院校抗日救国联合会”（简称“上海学联”）的名义组织了“上海各大中学学生救国宣传团”
- 华南分会：负责人有：陈铭枢、蒋光鼐、蔡廷锴、叶挺、胡汉民等，联系人梅龚彬
- 南洋分会：负责人海李、王阿林
- 美洲分会
- 闽南分会： 组织部长李纯青
- 华北分会：主席吉鸿昌。因白色恐怖严重，该分会由中共中央代为联系。
  - 天津市分会
  - 北平市分会：负责人周小舟。为发动和领导领导抗日反蒋运动，一二·九运动前北平分会建立合法群众组织“北平学联”，学联主席郭秋明、秘书姚依林、总交通孙敬文都是武卫会的干部。
  - 徐水县分会